# Ledøje kyrka

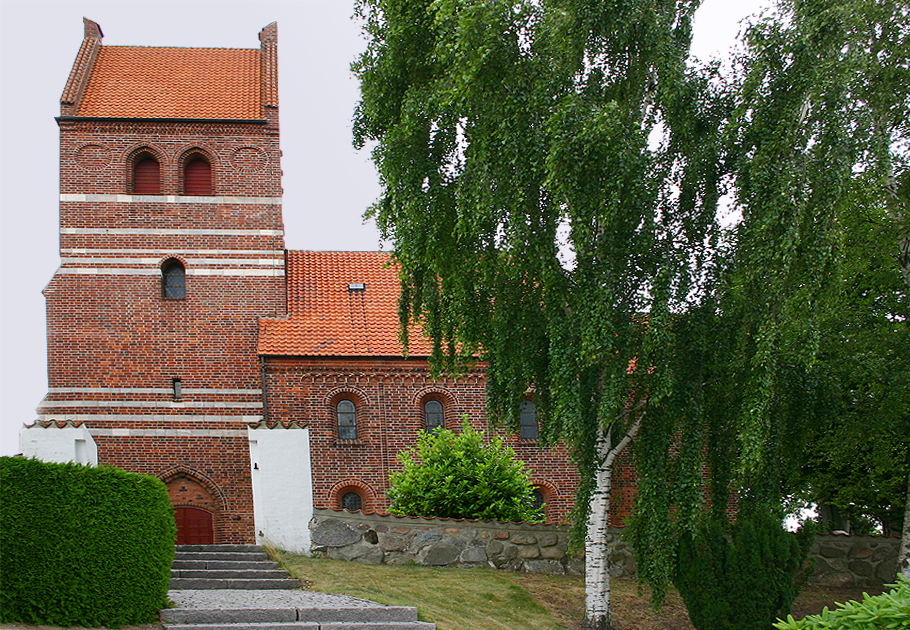
Ledøje kyrka.

Ledøje kyrka (danska: Ledøje Kirke) är en kyrka i Ledøje socken, omkring 20 kilometer västnordväst om Köpenhamn i Egedals kommun.
Kyrkan av tegel uppfördes i början av 1200-talet i romansk stil med utdraget kor. Den har den i Skandinavien ovanliga utformningen med två våningar i såväl skepp som kor. Skeppets valv bärs i varje våning av 4 granitkolonner, den mellersta valvavdelningen i nedre kyrkan är öppen. Övre våningen var avsedd för den närbelägna borgens härskare.